# Зброя мая

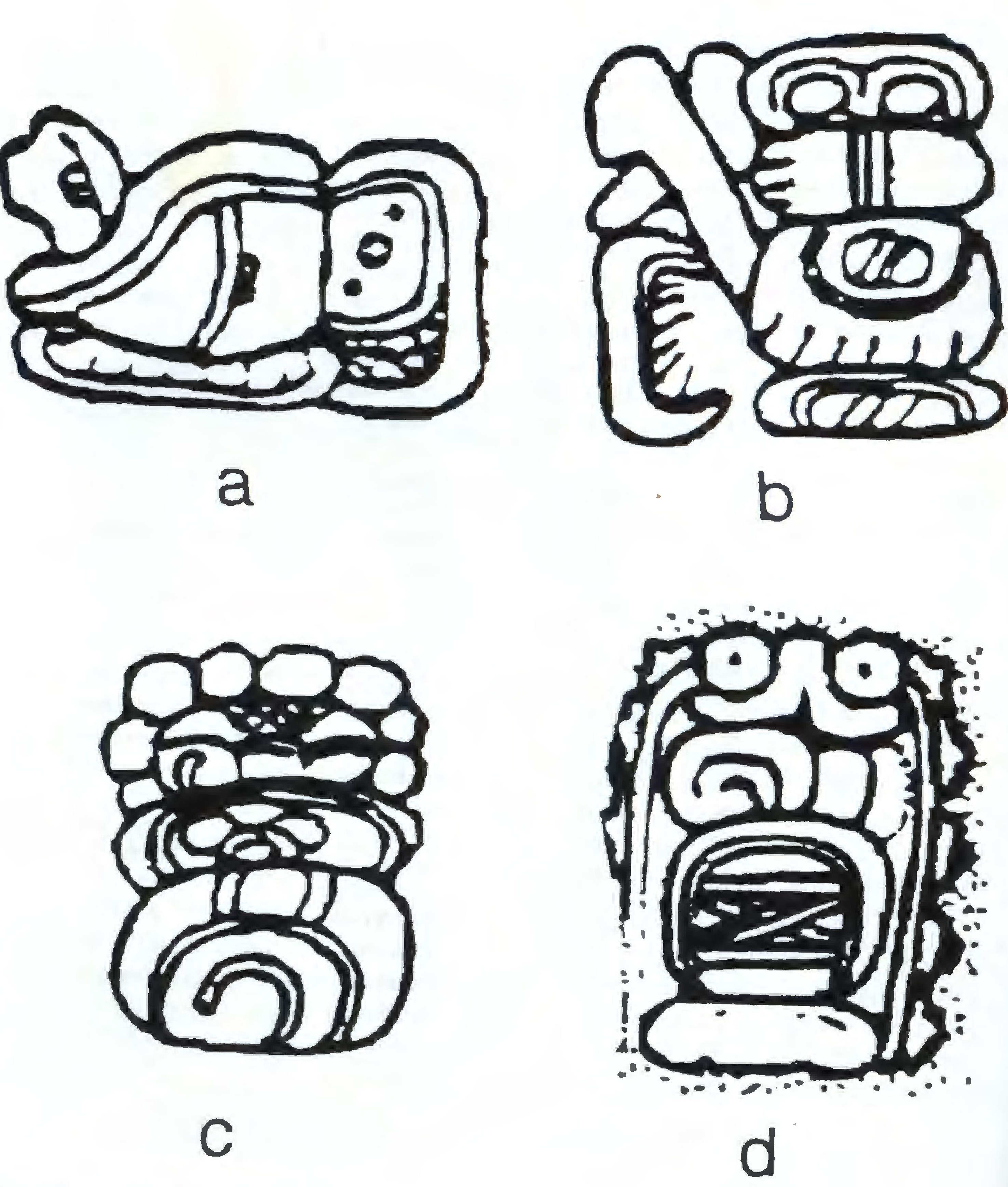
Зброя мая (іконографічне зображення)

Зброя мая — сукупність видів зброї наступального та оборонного характеру, що застосовувалися в арміях держав мая. Протягом усього існування їх цивілізації практично не вдосконалювалося.

## Атакувальна зброя
Постійні війни із сусідами та повсталими містами вимагали озброювати вояків мая зброєю, яка б завдавала більшої шкоди ворогові. У містах-державах мая існували спеціальні приміщення на кшталт арсеналів, де зберігалася зброя на випадок військових дій.
Зброя поділялася на холодну та метальну. До холодної зброї (б'адж) належали: короткі та довгі списи (нааб те) з рівними або зубчастим наконечником, зробленим з кремнію, флінта або обсидіану, дерев'яні, загартовані вогнем; сокири (ч'ак) з дерев'яним руків'ям та кам'яні палиці, ножі (хец'-наб); дворучний меч; сітка (леч). Метальна зброя (хуль) становила собою духові рушниці (ц'он), пращі (їн-тун), списокидалки (х'улче, хац'ом); дротики (х'ул, ч'іік); луки зі стрілами (ч'улул). При цьому меча та списокидалку мая запозичили у центральномексиканських народів (або тольтеків, або ацтеків).
Командний склад загонів військ мая носив маски надприродних істот для залякування ворогів, вважаючи це теж своєю зброєю. Жерці, що супроводжували військо, носили на ношах магічні знаки та об'єкти, що повинні були також знищити ворогів.

## Обладунки
Захищалися переважно за допомогою довгого гнучкого щита зі шкіри або невеликого круглого дерев'яного щита. Знатні вояки носили бавовняний одяг на кшталт куртки або жилету, в які закладалися шматки кам'яної солі або обладунки, що були сплетені з гнучких гілок і захищалася вербовими, рідше з панцира черепахи, великими або маленькими щитами круглої або квадратної форми. Також знать одягала вишукані головні убори з п'я та нефритовими прикрасами. Шоломи носили переважно царі та їх найближче оточення. Їх робили з каменю, зазвичай піриту.